# 中央司法警官学院
中央司法警官学院，是中华人民共和国司法部隶属的唯一一所普通高等院校，学院承担着培养全国司法行政尤其是监狱劳教系统高层次专门人才和培训司法行政系统领导干部与高级警官的重任，被誉为“中高级司法警官的摇篮”，是全国司法行政系统的最高学府。

## 历史沿革
- 1956年，创建公安部劳改工作干部学校。

- 1983年，划归司法部领导，更名司法部劳改工作干部学校。

- 1985年，改建为中央劳改劳教管理干部学院。

- 1995年，更名中央司法警官教育学院，开展成人专科教育。

- 2002年4月，成立中央司法警官学院，开展普通本科教育。

- 2012年，开始招收法学（专业代码：035101）及非法学（专业代码：035102）法律硕士监所管理方向（方向代码：01）和矫正教育方向（方向代码：02）研究生。

## 院系设置
- 监狱学学院
- 法学院
- 矫正教育系
- 信息管理系
- 警察管理系
- 研究生教育部
- 马克思主义学院
- 警体教研部